# Чикашка школа економије
Чикашка школа економије представља неокласичну школу економске мисли која је повезана са радом професора и предавача Универзитета у Чикагу. Милтон Фридман и Џорџ Стиглер се сматрају водећим економистима Чикашке школе.
Чикашка макроекономска теорија је одбацивала кејнзијанизам, дајући предност монетаризму до средине 1970-тих, када се окренула новој класичној економији која се базира на концепту рационалних очекивања. Некада популарна подела економских школа мисли на такозване слатководне (школе које се налазе око Великих језера као што је Чикашка) и слановодне (школе које се налазе на обалама САД-а) је сада застарела, пошто је временом дошло до размене идеја у модерним правцима као што је нови кејнзијанизам.

## Терминологија и историја
До термина Чикашка школа економије се дошло 1950-тих и односио се на економисте који су предавали на Економском факултету Универзитета у Чикагу. 
Чикашки економисти су се често сусретали и имали жестоке дискусије које су давале групни поглед на економске проблеме, са становишта теорије цена. У ово време '50-тих Кејнзијанска школа је била преовладавајућа док је Чикашка школа била хетеродоксна, то јест није била део преовладавајуће економске мисли, које су називане ортодоксним. Пре онога што се данас назива „Чикашка школа“ постојала је и такозвана стара Чикашка школа, или прва генерација Чикашке школе економије. Њу је чинила претходна генерација економиста 1920-тих до 1940-тих, и личности као што су Френк Најт, Хенри Симонс и други. Они су имали велики утицај на Милтона Фридмана и Џорџа Стиглера који су предводили другу генерацију Чикашке школе и образовању теорије цена и теорије трансакционих трошкова. Трећу генерацију Чикашке школе је предводио економиста Гари Бекер, као и макроекономисти Робер Лукас и Јуџин Фама.
Даље гранање Чикашке економске мисли је било познато под називом „Чикашка политичка економија“. Са ставом да ће институције саме евоулирати да максимизују Паретову ефикасност, Чикашка школа је дошла до изненађујућег и контроверзног закључка да политика тежи ефикасности тржишта.

## Награде и почасти

### Нобелове награде за економију
Економски факултет Универзитета у Чикагу је добио 15 Нобелових награда за економију (добитници су у време добијања награде радили у факултету), закључно са 2024.  Међу њима су економисти Чикашке школе као што су Милтон Фридман, Џорџ Стиглер, Гари Бекер, Роберт Лукас, Јуџин Фама и други.

## Најбитнији економисти

#### Милтон Фридман
Главни чланци: Милтон Фридман и Монетаризам
Милтон Фридман (1912-2006) је један од најзначајнијих економиста двадесетог века. Студирао је под Френком Најтом. Награђен је Нобеловом наградом за економију 1976. због достигнућа у пољу анализе потрошње, монетарне историје и теорије. Био је заговорник слободног тржишта и избегавања интервенција државе на тржишту. Подржавао је квантитативну теорију новца, и био је главна личност иза популаризације теорије монетаризма. Сматрао је да држава треба да тежи неутралној монетарној политици зарад дугорочног економског раста, постепеним повећањем количине новца у оптицају. У својој књизи Капитализам и слобода је упозоравао и на могуће лоше ефекте активне монетарне и фискалне политике. Поред тога је упозоравао и на велики временски размак између вршења државне интервенције и њеног стварног ефекта на тржиште.

#### Џорџ Стиглер
Главни чланак: Џорџ Стиглер
Џорџ Стиглер (1911-1991) је награђен Нобеловом наградом за економију 1982. Најпознатији је по Економској теорији регулације, која каже да ће интересне стране и други учесници у политици користити своје полуге моћи у влади да обликују законе и регулативе сходно својим потребама. Поред тога је вршио и опширна истраживања на тему историје економске мисли. 

## Критике
Пол Даглас, економиста и сенатор демократа, је имао одређене критике након своје посете универзитету. Жалио се на доминантност економских и политичких конзервативаца који су учили да су тржишне одлуке увек у праву и да је профит најбитнији. Мишљења је да би економисти ове школе свели улогу државе на ону која је имала 18. века и да то не би било ни близу довољно, и да они не прихватају критике нити користе статистичке податке. Ово је објавио у својој књизи 1972. Критике су стизале и од стране економиста са других универзитета у САД-у, као што су Универзитет у Калифорнији и Универзитет Принстон. Економиста са Принстона и добитник Нобелове награде за економију Пол Кгугман тврди да се већина рецензираних макроекономских истраживања шездесетих година показала нетачним и да се преферирају економски модели из 1930-тих.
Било је и критика за теорију ефикасног тржишта Јуџина Фаме, нарочито после Светске финансијске кризе 2007-08. Међутим, следбеници ове теорије тврде да је криза и крах тржишта показала да је она тачна, да се тржиште на известан начин самостално регулисало тим крахом.